# Eidograaf

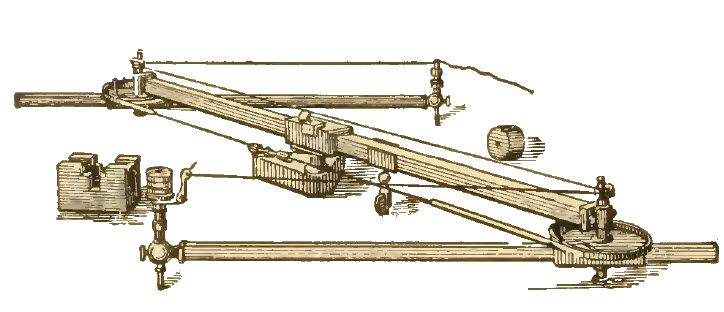
Eidograaf van Wallace

De eidograaf, soms ook eidograaf van Wallace genoemd, is een tekeninstrument waarmee een figuur kan worden vergroot of verkleind. Het instrument heeft dezelfde functie als een pantograaf, maar de techniek ervan berust op een ander principe. De naam eidograaf komt van de Oudgriekse woorden εἴδος, eídos, beeld en γράφειν, gráphein, schrijven.

## Geschiedenis
William Wallace (1768−1843), hoogleraar wiskunde aan de Universiteit van Edinburgh, raakte in 1821 geïnteresseerd in instrumenten voor het reproduceren van wiskundige figuren. Hij ontwierp waarschijnlijk half juli van dat jaar het prototype, een model in hout, van een instrument dat hem beter leek te hanteren dan de pantograaf en noemde het een eidograaf. Hij gaf op 5 november 1821 een presentatie van het apparaat voor de Royal Society of Edinburgh.
Zijn instrument werd in de daaropvolgende jaren door graveurs gebruikt om gravures voor drukwerk te maken, zoals voor de Encyclopædia Britannica.
Wallace gaf tien jaar later, op 13 januari 1831, een uitvoerige lezing voor de Royal Society met als titel Account of the invention of the pantographe and a Description of the Eidograph, a copying Instrument invented by William Wallace, waarin hij het instrument beschreef en het gebruik ervan toelichtte.

## Werking

schematisch

Het instrument bestaat uit twee wielen, beide een cilinder van koper, met lood gevuld, met gelijke straal, die aan de uiteinden van een stang {\displaystyle AB} op een as zijn bevestigd en die door middel van een riem kunnen worden gedraaid. {\displaystyle C} is een punt dat op de stang {\displaystyle AB} kan worden verplaatst, dat als draaipunt van het toestel dient.
Van de stangen {\displaystyle AP} en {\displaystyle BT}, die beide weer op de as van een wiel bevestigd zijn en een instelbare lengte hebben, is het punt {\displaystyle P} de 'wijzer' die de te reproduceren figuur volgt en het punt {\displaystyle T} de 'schrijver' die de figuur reproduceert. Het apparaat is zo ingesteld dat de stangen {\displaystyle AP} en {\displaystyle BT} evenwijdig zijn. Doordat de wielen zijn verbonden door de riem, heeft een draaiing van de stang AP een draaiing van de stang BT tot gevolg, waarbij {\displaystyle AP} en {\displaystyle BT} steeds evenwijdig blijven.
Als nu {\displaystyle AC=AP} en {\displaystyle BC=BT} en {\displaystyle C}, op bijvoorbeeld een tekentafel, vast ligt, dan is het punt {\displaystyle T} wiskundig bekeken altijd het beeld van het punt {\displaystyle P} bij de vermenigvuldiging, onder iedere homothetie met {\displaystyle C} als centrum en factor {\displaystyle -CB/CA}.
Om de berekening van de positie van het punt {\displaystyle C} bij een vermenigvuldiging met de factor {\displaystyle a/b} te vergemakkelijken heeft Wallace de beide helften {\displaystyle IA} en {\displaystyle IB}, {\displaystyle I} is het midden van {\displaystyle AB}, verdeeld in 100 gelijke stukken, een schaalverdeling met 0 bij het punt {\displaystyle I}, zodat het punt {\displaystyle C} dan op de plaats behorend bij {\displaystyle p=100(a-b)/(a+b)} op de schaalverdeling moet worden gepositioneerd. Een negatieve waarde van {\displaystyle p} correleert dan met de schaalverdeling op {\displaystyle IB}. De stangen op de wielen hebben voor hun onderlinge afstelling een identieke schaalverdeling.